# Fabianinkatu
Fabianinkatu, (suédois : Fabiansgatan) est une rue du centre ville d'Helsinki en Finlande,.

## Présentation
Fabianinkatu est une rue d'un kilomètre de long, orientée nord-sud et située dans la partie sud de Kaartinkaupunki et dans la partie nord de Kluuvi.
Elle s'étend parallèlement et à l'ouest de Unioninkatu, du coin nord-ouest du parc de la colline de l'observatoire jusqu'à Kaisaniemenkatu à la limite du parc de Kaisaniemi.
Dans sa partie nord, se trouve le campus du centre-ville d'Helsinki et elle compte de nombreux bâtiments appartenant à l'université d'Helsinki.
La rue est nommée en mémoire de Fabian Steinheil.

## Paysage urbain
Les bâtiments les plus remarquables de Fabianinkatu sont la maison de la bourse (fi) et l’extension du bâtiment principal de l’Université d’Helsinki construit dans les années 1930.
Les immeubles résidentiels le long de Fabianinkatu sont situés juste dans la partie sud de la rue, et principalement à l'est. À l'extrémité sud de la rue se trouve la zone de la caserne de la Garde, où se trouvent deux immeubles de bureaux conçus par Viljo Revell et Heikki Castrén, où siège le commandement des forces de défense finlandaises,.
Entre les rues Makasiinikatu sud et Makasiinikatu nord, Fabianinkatu longe Kasarmitori.
À l'est de la rue, sur la place Kasarmitori, se trouvent, entre autres, la maison de l'agronomie, l'ex-maison de la radio YLE, aujourd'hui la cour suprême de Finlande.
Fabianinkatu traverse également le parc de l'Esplanade, où elle sépare l'esplanade de la chapelle de l'esplanade de Runeberg.
Au carrefour de Fabianinkatu et d'Eteläesplanadi se trouve la salle de fête du gouvernement, également connue sous le nom de Smolna.
La partie nord de Fabianinkatu traverse le campus de l’Université d’Helsinki et tous les bâtiments sont maintenant occupés par l’université d'Helsinki. 
L'îlot Fabiania compris entre Yliopistonkatu et Kirkkokatu, à l'est de la rue, est conçu par Ernst Bernhard Lohrmann et achevé en 1846.
De nos jours, il fait partie de la bibliothèque nationale de Finlande.
À l'ouest de l'intersection de Fabianinkatu et d'Yliopistonkatu se trouvent Porthania et les bâtiments administratifs de l'université d'Helsinki. Cependant, leurs portes principales sont dans Yliopistonkatu.
Au nord de Fabiania, se trouvent les bâtiments annexes due l'îlot Topelia, qui faisaient à l'origine partie d'un hôpital militaire russe.
On y trouve aussi la maison forestière.
À l'ouest de la rue se trouve la maison Kaisa et l'entrée principale de la bibliothèque de l'université d'Helsinki.

## Bâtiments de Fabianinkatu
Parmi les bâtiments de Fabianinkatu citons:
| Adresse | Bâtiment                    | Image | Architecte                   |
| 1       | Normallyceum                |       | Axel Hampus                  |
| 2       | Pääesikunta                 |       | Viljo Revell Heikki Castrén  |
| 3       | Gripholm                    |       | Sebastian Gripenberg         |
| 4       | Sirius                      |       | Grahn, Hedman & Wasastjerna  |
| 6       |                             |       | Runar Finnilä                |
| 7       | Hôtel Fabian                |       | Bertel Liljeqvist            |
| 8       |                             |       | Marianna et Mikko Heliövaara |
| 9       |                             |       | Pekka Saarema                |
| 10      |                             |       | Jaakko et Kaarina Laapotti   |
| 12      | Immeuble Grönqvist          |       | Theodor Höijer               |
| 13      | Torilinna                   |       | Nyberg & Löppönen            |
| 14      | Bourse d'Helsinki           |       | Lars Sonck                   |
| 15      | Cour suprême                |       | Waldemar Aspelin             |
| 16      |                             |       | Ole Gripenberg               |
| 17      | Maison de l'agronomie       |       | Gesellius-Lindgren-Saarinen  |
| 18      |                             |       | Ole Gripenberg               |
| 19      |                             |       | Antero Pernaja               |
| 20      |                             |       | Toivo Korhonen               |
| 21      |                             |       | Pernaja & Sandell            |
| 22      | Porthania                   |       | Aarne Ervi                   |
| 23      | Samppo                      |       | Pekka Saarema                |
| 24      | Clinique dentaire           |       | Armas Lindgren               |
| 25      | Smolna                      |       | Carl Ludvig Engel            |
| 26      |                             |       | Kauno Kallio                 |
| 27-29   | Immeuble Palmqvist          |       | Anders Fredrik Granstedt     |
| 27-29   | Alvar Aallon pankkitalo     |       | Alvar Aalto                  |
| 28      |                             |       | Gunnar Stenius               |
| 30      | Maison Kaisa                |       | Selina Anttinen Vesa Oiva    |
| 31      | Union des banques nordiques |       | Ole Gripenberg               |
| 32      | Vuoritalo                   |       | Seppo Hytönen                |
| 33      | Université d'Helsinki       |       | Johan Sigfrid Sirén          |
| 34-36   |                             |       | Jauhiainen & Nuuttila        |
| 35      | Fabiania                    |       | Jean Wik Gustaf Nyström      |
| 37      | Topelia                     |       | Johan Sigfrid Sirén          |
| 39      | Metsätalo                   |       | Jussi Paatela                |

## Rues croisant Fabianinkatu
- Kaartinkuja
- Bernhardinkatu
- Eteläinen Makasiinikatu
  - Kasarmitori.
- Pohjoinen Makasiinikatu
- Eteläesplanadi
- Pohjoisesplanadi
- Aleksanterinkatu
- Yliopistonkatu
- Kirkkokatu
- Kaisaniemenkatu, Yrjö Koskisen katu, Puutarhakatu

## Galerie

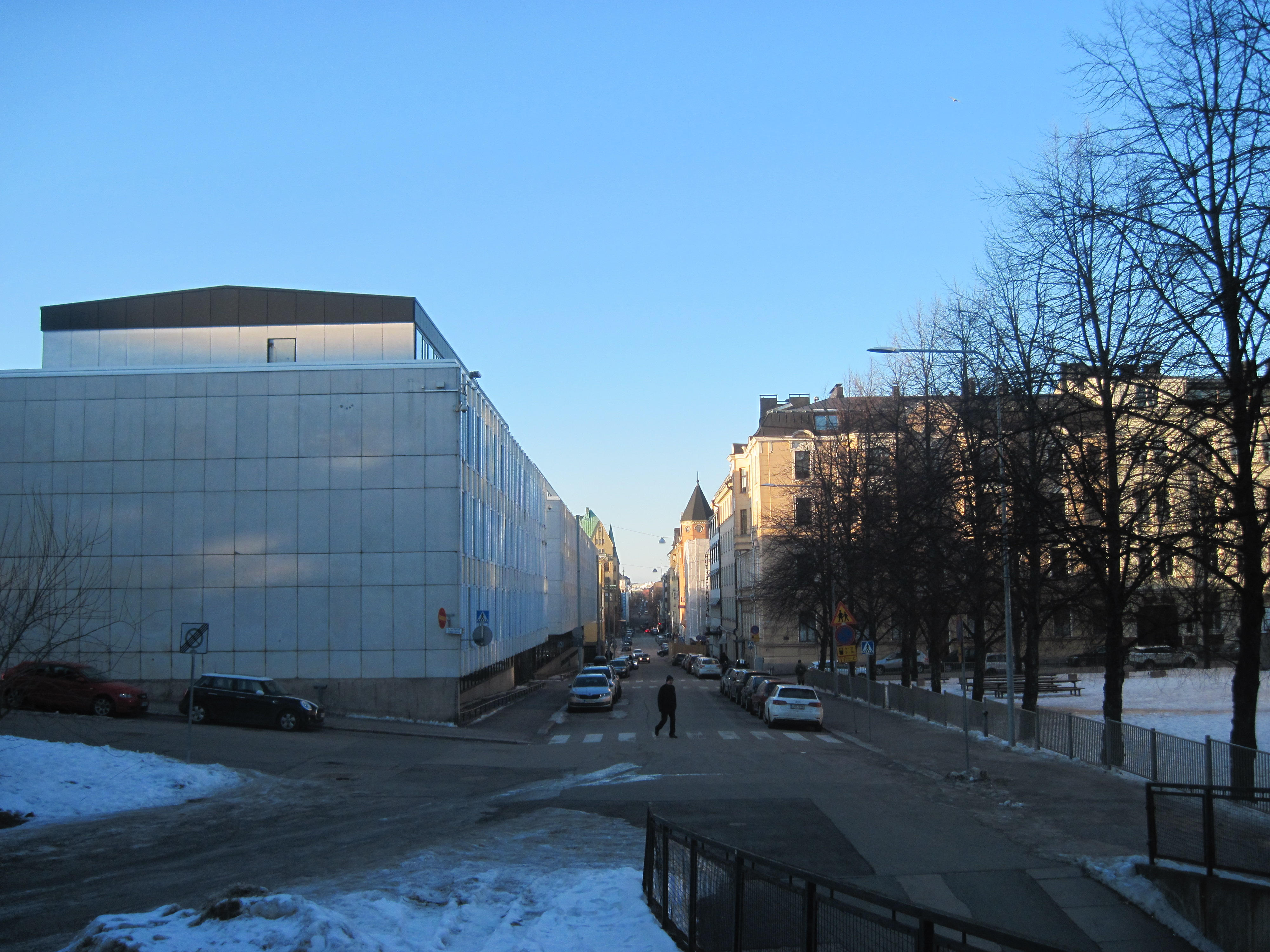
Fabianinkatu vue de son extrémité sud ; à gauche le Pääesikunta..
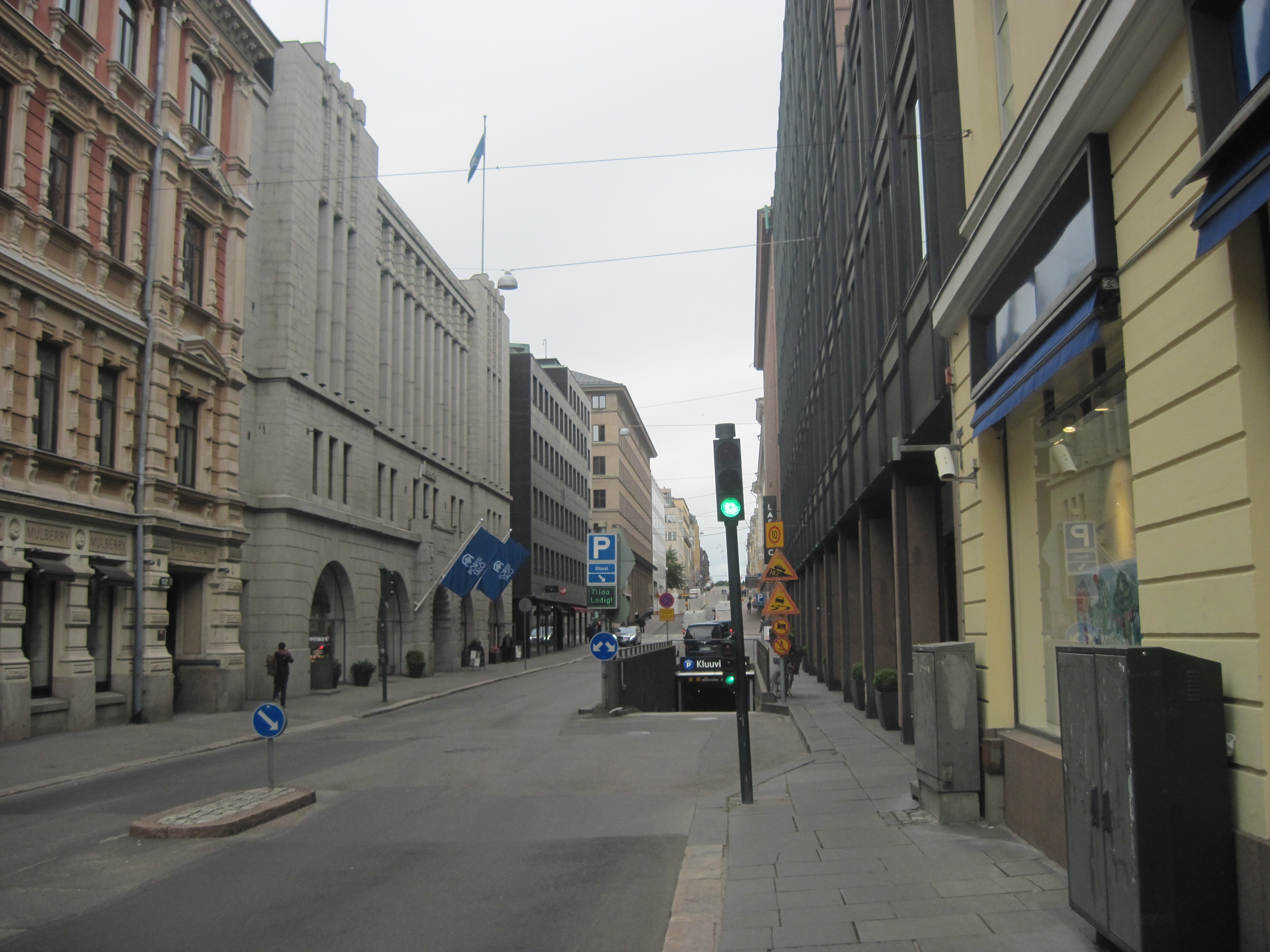
Fabianinkatu vue de Pohjoisesplanadi.
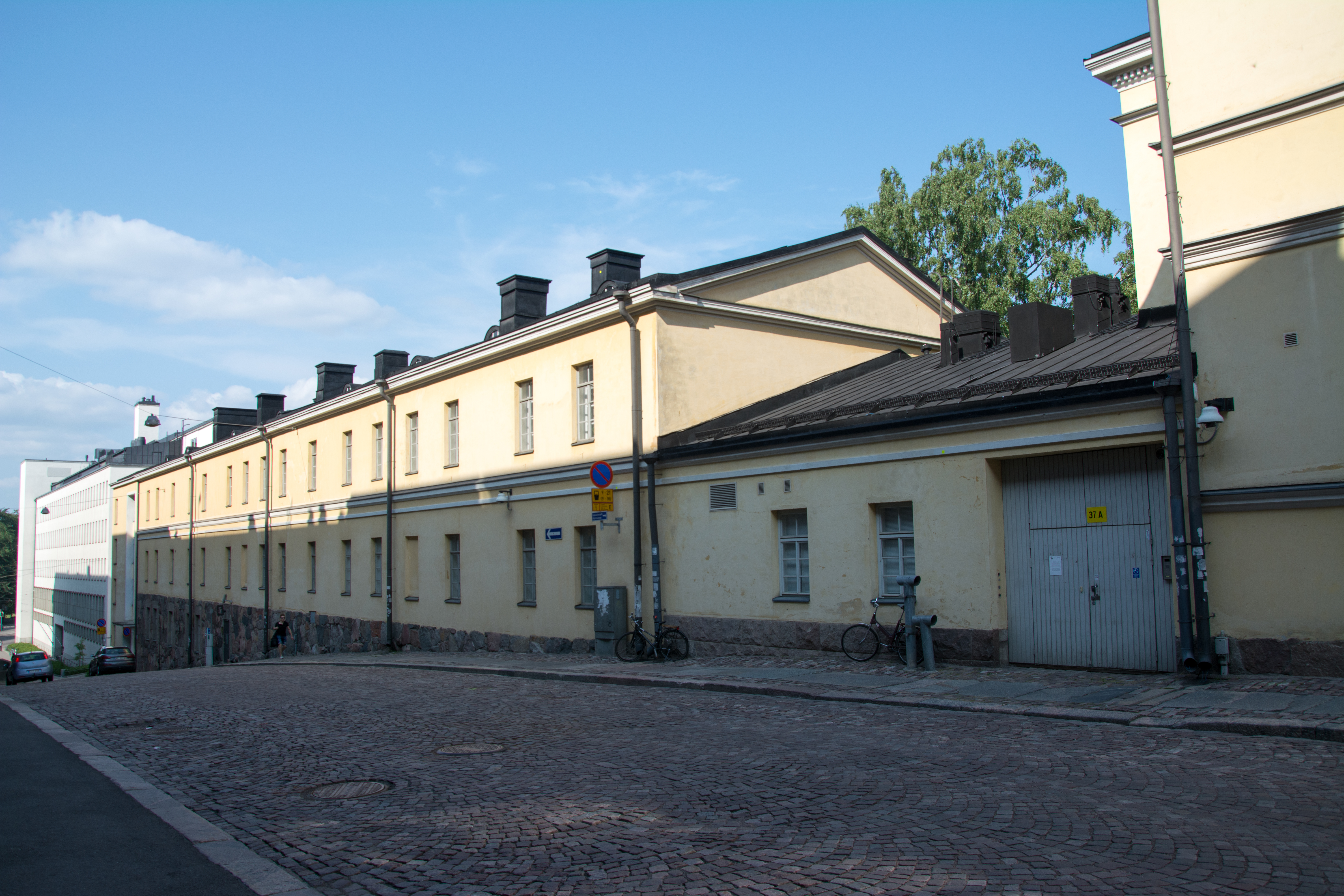
Bâtiments de Topelia dans Fabianinkatu. Au fond la Metsätalo.